# Tennis ai Giochi della V Olimpiade
Le partite di tennis dei Giochi della V Olimpiade si sono svolte tra il 5 maggio e il 6 luglio 1912 all'Östermalms IP di Stoccolma. Rispetto alla precedente edizione sono stati aggiunti il doppio misto sia indoor sia outdoor. Per la seconda ed ultima volta nella storia del tennis olimpico sono stati disputati tornei a livello sia indoor che outdoor. Sono stati disputati tornei nelle seguenti specialità:
- singolare maschile indoor
- singolare maschile outdoor
- singolare femminile indoor
- singolare femminile outdoor
- doppio maschile indoor
- doppio maschile outdoor
- doppio misto indoor
- doppio misto outdoor

## Podi

### Uomini
| Evento                                | Oro                                     | Argento                             | Bronzo                                        |
| Singolare maschile indoor (dettagli)  | André Gobert                            | Charles Dixon                       | Anthony Wilding                               |
| Singolare maschile outdoor (dettagli) | Charles Winslow                         | Harold Kitson                       | Oscar Kreuzer                                 |
| Doppio maschile indoor (dettagli)     | Francia Maurice Germot André Gobert     | Svezia Carl Kempe Gunnar Setterwall | Regno Unito Alfred Beamish Charles Dixon      |
| Doppio maschile outdoor (dettagli)    | Sudafrica Charles Winslow Harold Kitson | Austria Felix Pipes Arthur Zborzil  | Francia Albert Canet Édouard Mény de Marangue |

### Donne
| Evento                                 | Oro                  | Argento             | Bronzo          |
| Singolare femminile indoor (dettagli)  | Edith Hannam         | Sofie Castenschiold | Mabel Parton    |
| Singolare femminile outdoor (dettagli) | Marguerite Broquedis | Dorothea Köring     | Molla Bjurstedt |

### Misto
| Evento                          | Oro                                          | Argento                                     | Bronzo                                    |
| Doppio misto indoor (dettagli)  | Regno Unito Edith Hannam Charles Dixon       | Regno Unito Helen Aitchison Herbert Barrett | Svezia Sigrid Fick Gunnar Setterwall      |
| Doppio misto outdoor (dettagli) | Germania Dorothea Köring Heinrich Schomburgk | Svezia Sigrid Fick Gunnar Setterwall        | Francia Marguerite Broquedis Albert Canet |

## Medagliere
| Posizione | Paese         |   |   |   | Totale |
| --------- | ------------- | - | - | - | ------ |
| 1         | Francia       | 3 | 0 | 2 | 5      |
| 2         | Regno Unito   | 2 | 2 | 2 | 6      |
| 3         | Sudafrica     | 2 | 1 | 0 | 3      |
| 4         | Germania      | 1 | 1 | 1 | 3      |
| 5         | Svezia        | 0 | 2 | 1 | 3      |
| 6         | Austria       | 0 | 1 | 0 | 1      |
| 6         | Danimarca     | 0 | 1 | 0 | 1      |
| 8         | Norvegia      | 0 | 0 | 1 | 1      |
| 8         | Nuova Zelanda | 0 | 0 | 1 | 1      |
| Totale    | Totale        | 8 | 8 | 8 | 24     |